# Château de Mérieu
Le château de Mérieu est un château situé dans la commune de Creys-Mépieu, dans le département de l'Isère, en région Auvergne-Rhône-Alpes.
Ce château fait l'objet d'une inscription au titre des monuments historiques depuis le 9 juin 1987.

## Géographie

### Situation
Selon les références toponymiques fournies par le site géoportail de l'Institut géographique national, le château et son domaine se positionnent à dans la partie orientale de la commune, à 2 km à l'est du village de Creys, au sud du défilé de Malarage, sur une colline surplombant le Rhône et les collines du Bugey.

### Description
Le château de Mérieu est situé au cœur d'un vaste domaine privé qui comprend plusieurs fermes, des terres agricoles, des étangs et un vaste plateau boisé où s'élèvent les ruines du château de Saint-Alban.
L'édifice comprend, à l'origine, trois corps de bâtiments disposés en U. Une quatrième aile, plus basse, construite au XVIIe siècle, ferme la cour et sert de pavillon d'entrée. Son portique est surmonté d'une galerie entourée de deux échauguettes[réf. souhaitée].

## Histoire
Le château, dont l'origine remonte au XIIe siècle, n'a jamais été vendu et s'est toujours transmis par mariages ou par héritages.  De la famille de Meyrieu, il passe à la famille de Saint Germain (1420-1716), puis à une famille de la noblesse de robe du Dauphiné, les Quinsonas. Depuis deux générations, le domaine de Mérieu est passé à la famille de Saint-Pern.
Les bâtiments, remontant au Moyen Âge et dont la situation révèle leur position stratégique, à la frontière entre Savoie et Dauphiné, entourent une cour qui a été fermée par une pavillon d'époque Louis XIII (porche et galerie). Les appartements intérieurs ont gardé leurs dispositions et ornements de la fin du règne de Louis XIV.

### Liens connexes
- Ressource relative à l'architecture :   - Mérimée